# Wamos Air

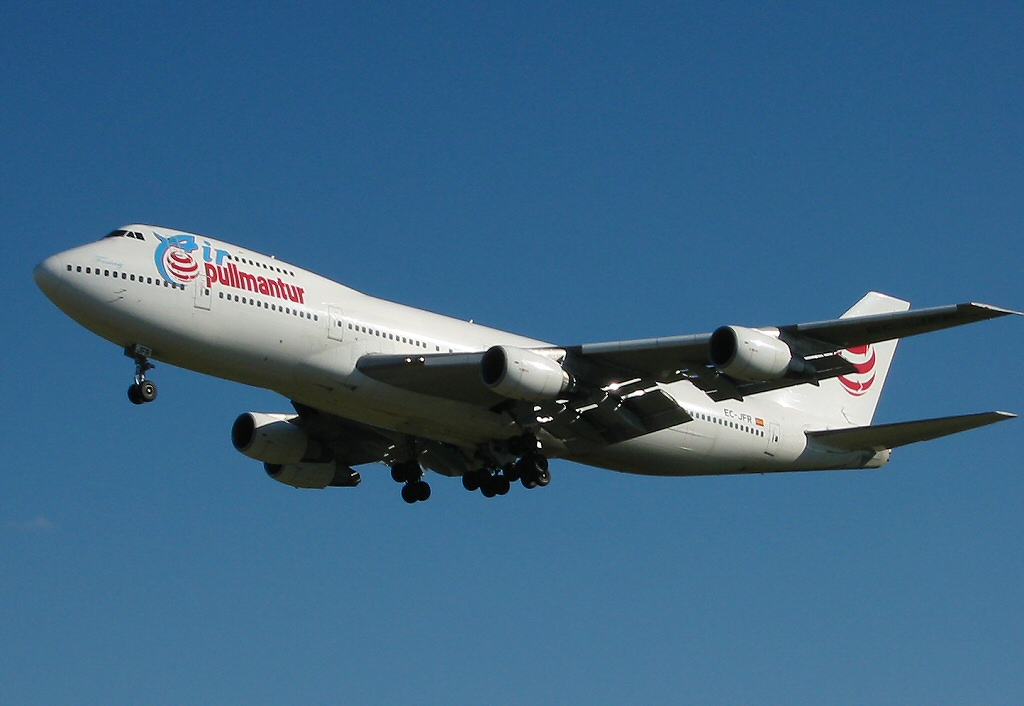
Boeing 747—200 авіакомпанії Air Pullmantur

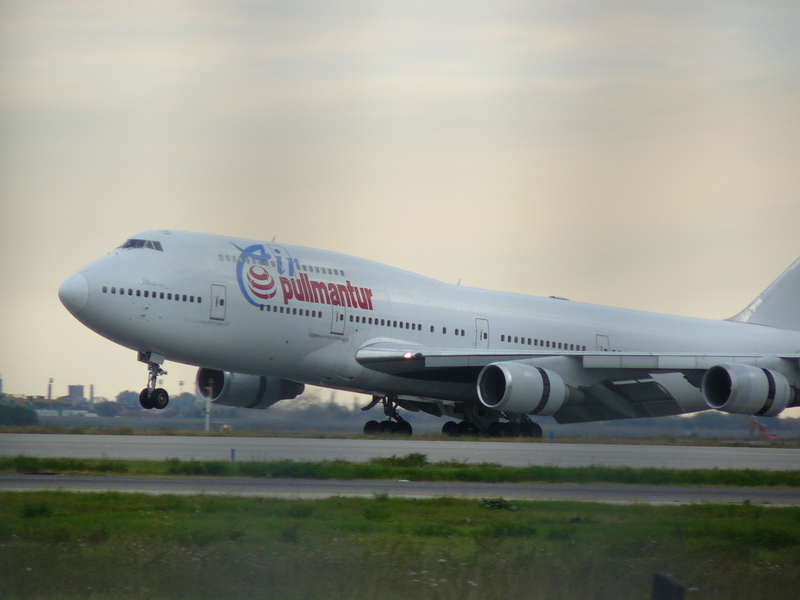
Боїнг 747—300 авіакомпанії Air Pullmantur

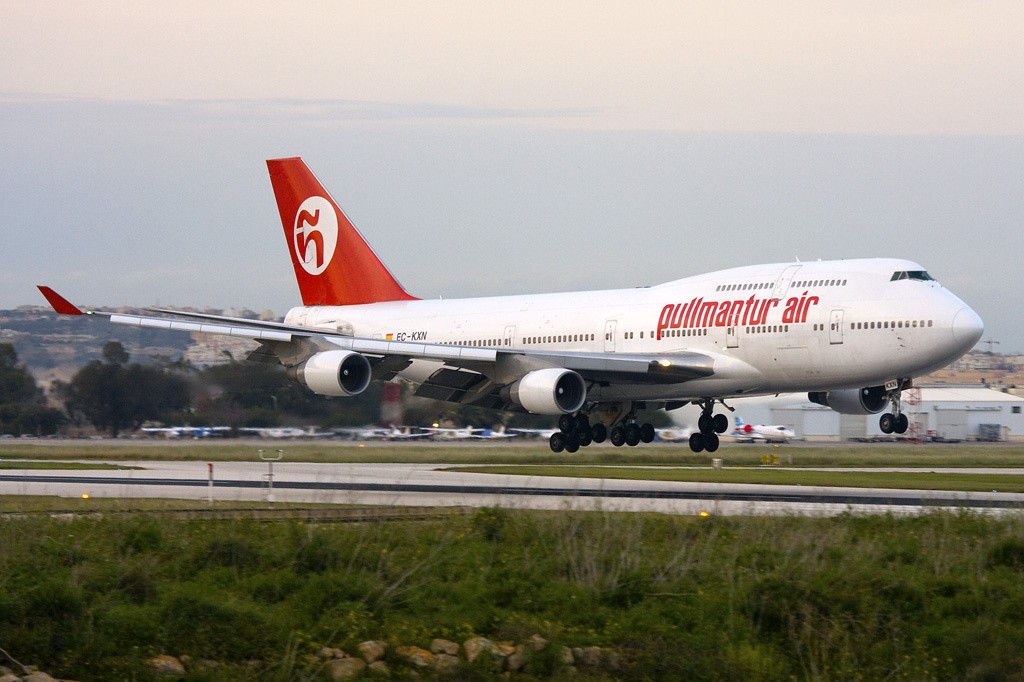
Посадка Boeing 747-4H6 авіакомпанії Pullmantur Air (реєстраційний EC-KXN) в міжнародному аеропорту Мальта Лука

Wamos Air, раніше відома як Pullmantur Air, — іспанська чартерна авіакомпанія зі штаб-квартирою в Мадриді, яка виконує далекомагістральні пасажирські рейси в Вест-Індію і стикувальні перевезення у Скандинавію з міжнародного аеропорту Мадрид Барахас.
Портом приписки авіакомпанії та її транзитним вузлом (хабом) є мадридський аеропорт Барахас. Щорічно послугами перевізника користуються понад 400 тисяч осіб.

## Історія
Авіакомпанія Wamos Air була утворена на початку 2003 року і почала операційну діяльність 23 червня того ж року з безпосадкових рейсів з Мадрида в Канкун (Мексика) на широкофюзеляжних літаках Boeing 747. Спочатку власником перевізника була керуюча компанія Grupo Marsans, а в листопаді 2006 року Air Pullmantur була реалізована великому холдингу Royal Caribbean Cruises Ltd..
У березні 2007 року в штаті авіакомпанії працювало 53 працівника.

## Маршрутна мережа на літній сезон 2016
Маршрутна мережа авіакомпанії Wamos Air включає в себе наступні пункти призначення:
- Домініканська Республіка
  - Пунта-Кана — міжнародний аеропорт Пунта-Кана
- Мексика
  - Канкун — міжнародний аеропорт Канкун
- Іспанія
  - Мадрид — міжнародний аеропорт Барахас хаб

Маршрути: Мадрид — Пунта-Кана — Мадрид, Мадрид — Канкун — Мадрид

## Флот
Станом на 20 серпня 2011 року повітряний флот авіакомпанії Wamos Air становили такі літаки: